# Arina Gabriela Vasilescu
Arina Gabriela Vasilescu (* 6. März 1997 in Bukarest) ist eine rumänische Tennisspielerin.

## Karriere
Vasilescu begann mit fünf Jahren das Tennisspielen und gewann bisher drei Einzel- und zwölf Doppeltitel auf der ITF Women’s World Tennis Tour.
Arina tritt seit 2014 beim SSV Ulm 1846 an, wo auch ihre jüngere Schwester Miruna seit 2017 spielt.

## Turniersiege

### Einzel
| Nr. | Datum             | Turnier             | Kategorie   | Belag     | Finalgegnerin         | Ergebnis      |
| --- | ----------------- | ------------------- | ----------- | --------- | --------------------- | ------------- |
| 1.  | 25. November 2018 | Scharm asch-Schaich | ITF $15.000 | Hartplatz | Anna Pribylowa        | 6:1, 6:4      |
| 2.  | 5. Dezember 2021  | Antalya             | ITF W15     | Sand      | Xenija Laskutowa      | 6:0, 6:2      |
| 3.  | 20. Oktober 2024  | Bol                 | ITF W15     | Sand      | Cristina Díaz Adrover | 6:2, 4:6, 6:4 |

### Doppel
| Nr. | Datum              | Turnier                  | Kategorie   | Belag             | Partnerin                | Finalgegnerinnen                                 | Ergebnis          |
| --- | ------------------ | ------------------------ | ----------- | ----------------- | ------------------------ | ------------------------------------------------ | ----------------- |
| 1.  | 8. September 2017  | Badenweiler              | ITF $15.000 | Sand              | Chantal Sauvant          | Lisa-Marie Mätschke Anette Munozova              | 4:6, 7:6, [10:7]  |
| 2.  | 14. September 2019 | Dijon                    | ITF W15     | Sand              | Pauline Wuarin           | Vinciane Remy Marie Temin                        | ohne Spiel        |
| 3.  | 6. November 2021   | Iraklio                  | ITF W15     | Sand              | Anna Gabric              | Laura Svatíková Draginja Vuković                 | 6:2, 6:1          |
| 4.  | 18. Dezember 2021  | Antalya                  | ITF W15     | Sand              | Oana Gavrilă             | Xenija Laskutowa Amarissa Kiara Tóth             | 1:6, 6:4, [12:10] |
| 5.  | 30. Januar 2022    | Loughborough             | ITF $25.000 | Hartplatz (Halle) | Anna Gabric              | Emily Appleton Ali Collins                       | 6:4, 7:5          |
| 6.  | 11. März 2023      | Amiens                   | ITF W15     | Sand              | Martha Matoula           | Yaroslava Bartashevich Diana Martynov            | 6:2, 7:5          |
| 7.  | 17. März 2023      | Gonesse                  | ITF W15     | Sand (Halle)      | Antonia Schmidt          | Karolina Kozakova Ewjalina Laskewitsch           | 7:5, 6:3          |
| 8.  | 25. März 2023      | Le Havre                 | ITF W15     | Sand (Halle)      | Antonia Schmidt          | Noelia Bouzo Zanotti Marta Hugi González Encinas | 6:3, 6:2          |
| 9.  | 5. Oktober 2024    | Santa Margherita di Pula | ITF W35     | Sand              | Sapfo Sakellaridi        | Noemi Basiletti Vittoria Paganetti               | 6:2, 6:2          |
| 10. | 20. Oktober 2024   | Bol                      | ITF W15     | Sand              | Laura Svatíková          | Wiktorija Borodulina Manca Pislak                | 6:2, 6:1          |
| 11. | 26. Oktober 2024   | Bol                      | ITF W15     | Sand              | Laura Svatíková          | Laura Böhner Francesca Pace                      | 6:0, 7:63         |
| 12. | 29. März 2025      | Scharm asch-Schaich      | ITF W15     | Hartplatz         | Karola Patricia Bejenaru | Daria Górska Kateryna Lasarenko                  | 2:6, 6:3, [10:6]  |